# The Tide Is High
"The Tide Is High" är en låt skriven av John Holt och framförd av The Paragons med John Holt som leadsinger. Även om den i Jamaica släpptes som A-sida på skivbolaget Treasure Isle 1967 blev den senare B-sida då singeln "Only a Smile" släpptes i Storbritannien några månader senare.
På inspelningen spelar "White Rum" Raymond violin, och melodin blev populär i Jamaica och blev populär bland västindier och skinnskallar i Storbritannien efter att en DJ-version släppts av U-Roy 1971. Sången var länge relativt okänd i andra delar av världen, tills den "återupptäcktes" 1980 och 2002.

## Låtlista
1. "Only a Smile" – 2:33
2. "The Tide Is High" –  2:43

## Blondies version
"The Tide Is High" spelades in som cover av den amerikanska new wave-gruppen Blondie 1980, i stilen reggae/ska. Den släpptes på singel, och låg som fjärde spår på gruppens femte album, Autoamerican. Arrangemanget innehöll nu även valthorn och stråkinstrument. Den nådde förstaplatsen på Billboard Hot 100, och var även populär utanför USA, och nådde förstaplatsen på den brittiska singellistan, fjärdeplatsen i Australien, och 15:eplats i det dåvarande Västtyskland. Den var gruppens sista singeletta i Storbritannien fram till "Maria" 1999. B-sidan till "The Tide is High" var "Suzie and Jeffrey", som låg som bonusspår på 1980 års originalkassettversion av albumet Autoamerican (sida 1, spår 7). Den låg också på EMI-Capitols återlansering av Autoamerican 2001.
Officiella remixversioner av Blondies version har gjorts två gånger. Först av Coldcut 1988 på Blondies och Debbie Harrys remixsamling Once More into the Bleach och andra gången 1995 av Pete Arden och Vinny Vero på albumet Remixed Remade Remodeled - The Remix Project (brittisk utgåva: Beautiful - The Remix Album).
I november 1980 spelades melodin på radiostationerna i delstaten Alabama i samband med en match i amerikansk fotboll mellan University of Alabama, vars smeknamn är Crimson Tide, och University of Notre Dame. Debbie Harry intervjuade en radiostation och önskade laget "lycka" till i matchen", som Notre Dame vann i Birmingham med 7-0.
1985 användes delar av låten till en sampling av Bryan Adams' "Reggae Christmas".

### Låtlista
1. "The Tide Is High" (7" Edit) – 3:54
2. "Suzy & Jeffrey" – 4:09

### Listplaceringar
| Lista (1980–81)                          | Högsta position |
| ---------------------------------------- | --------------- |
| Irland (IRMA)                            | 2               |
| Nederländerna (Megacharts)               | 4               |
| Norge (VG-lista)                         | 7               |
| Sverige (Sverigetopplistan)              | 19              |
| Storbritannien (Official Charts Company) | 1               |
| USA (Billboard Hot 100)                  | 1               |
| Österrike (Ö3 Austria Top 40)            | 6               |

### Certifikat
| Land           | Certifikat |
| -------------- | ---------- |
| Storbritannien | Platina    |

## Papa Dees version

### Listplaceringar
| Lista (1996)                        | Högsta position |
| ----------------------------------- | --------------- |
| Finland (Finlands officiella lista) | 20              |
| Sverige (Sverigetopplistan)         | 44              |

## Billie Pipers version
År 2000 spelade Billie Piper in en cover på "The Tide is High" till hennes andra album, Walk of Life. Den var tänkt att lanseras efter hennes singel Walk of Life. Dock placerade sig "Walk of Life" som högst på placeringen #25 på grund av vad som ansågs vara dålig marknadsföring, och Billie Piper bad sitt skivbolag Innocent Records att inte släppa "The Tide is High" på singel och hon ville inte sjunga mer.

## Atomic Kittens version
"The Tide Is High" spelades in som cover av den engelska tjejgruppen Atomic Kitten och singeln nådde förstaplatsen i Storbritannien i september 2002. Denna gång spelades mer keyboard, för att göra låten mer poporienterad. Hela melodin spelades vid inledningen av filmen The Lizzie McGuire Movie, och användes i TV-reklam för det japanska ölbryggeriet Asahi Breweries.

### Låtlista
1. "The Tide Is High (Get the Feeling)" (Radio Mix) – 3:28
2. "Album Medley" – 5:10
3. "Dancing In The Street" – 3:39
4. "The Tide Is High (Get the Feeling)" (Video)

### Listplaceringar
| Lista (1980–81)                          | Högsta position |
| ---------------------------------------- | --------------- |
| Australien (ARIA)                        | 4               |
| Belgien (Ultratop 50 Flandern)           | 5               |
| Danmark (Tracklisten)                    | 12              |
| Frankrike (SNEP)                         | 42              |
| Irland (IRMA)                            | 1               |
| Nederländerna (Megacharts)               | 3               |
| Norge (VG-lista)                         | 11              |
| Nya Zeeland (RIANZ)                      | 1               |
| Portugal (AFP)                           | 14              |
| Sverige (Sverigetopplistan)              | 5               |
| Storbritannien (Official Charts Company) | 1               |
| Tyskland (GFK Entertainment)             | 3               |
| Österrike (Ö3 Austria Top 40)            | 3               |

### Certifikat
| Land           | Certifikat |
| -------------- | ---------- |
| Australien     | Platina    |
| Storbritannien | Guld       |

## Övriga coverversioner
- 1995 spelades den in som cover av Sinitta.
- 1996 spelades den in med text på spanska, La numero uno, av Nydia Rojas
- 1997 spelades den in som cover av Angelina.
- 2001 spelades den in som cover av Seeed.